# Валя-Яшулуй (комуна)
Валя-Яшулуй (рум. Valea Iașului) — комуна у повіті Арджеш в Румунії. До складу комуни входять такі села (дані про населення за 2002 рік):
- Беділа (3 особи)
- Бербелетешть (163 особи)
- Боровінешть (260 осіб)
- Валя-Улеюлуй (254 особи)
- Валя-Яшулуй (461 особа)
- Мустецешть (659 осіб)
- Руджиноаса (2 особи)
- Унгурень (419 осіб)
- Чербурень (594 особи)

Комуна розташована на відстані 137 км на північний захід від Бухареста, 38 км на північ від Пітешть, 118 км на північний схід від Крайови, 87 км на південний захід від Брашова.

## Населення
За даними перепису населення 2002 року у комуні проживали 2815 осіб, усі — румуни. Усі жителі комуни рідною мовою назвали румунську.
Склад населення комуни за віросповіданням:
| Релігія            | Кількість осіб | Відсоток |
| ------------------ | -------------- | -------- |
| православні        | 2772           | 98,5%    |
| лютерани           | 20             | 0,7%     |
| п'ятдесятники      | 16             | 0,6%     |
| римо-католики      | 4              | 0,1%     |
| бретрени           | 2              | 0,1%     |
| не вказали релігію | 1              | < 0,1%   |